# Contea di DeKalb (Indiana)
La contea di DeKalb (in inglese DeKalb County) è una contea dello Stato USA dell'Indiana. Il nome le è stato dato in onore del generale Johann de Kalb. Al censimento del 2000 la popolazione era di 40 285 abitanti. Il suo capoluogo è Auburn.

## Geografia fisica
L'U.S. Census Bureau certifica che l'estensione della contea è di 942 km², di cui 940 km² composti da terra e i rimanenti 2 km² composti di acqua.

## Infrastrutture e trasporti

### Strade
- Interstate 69
- U.S. Highway 6
- Indiana State Road 1
- Indiana State Road 4
- Indiana State Road 8
- Indiana State Road 101
- Indiana State Road 327
- Indiana State Road 427
- Indiana State Road 205

## Contee confinanti
- Contea di Steuben, Indiana - nord
- Contea di Williams, Ohio - nord-est
- Contea di Defiance, Ohio - sud-est
- Contea di Allen, Indiana - sud
- Contea di Noble, Indiana - ovest
- Contea di LaGrange, Indiana - nord-ovest

## Storia
La Contea di DeKalb venne costituita nel 1835.

## Città
| - Altona - Ashley - Auburn - Butler - Corunna - Garrett | - Hamilton - Newville - Orange - Spencerville - St. Joe - Waterloo |